# Abdelkader Ferhaoui
Abdelkader Ferhaoui (ar. عبد القادر فرحاوي; ur. 29 marca 1965 w Oranie) – algierski piłkarz grający na pozycji lewego pomocnika. W swojej karierze rozegrał 11 meczów i strzelił 1 gola w reprezentacji Algierii.

## Kariera klubowa
Swoją karierę piłkarską Ferhaoui rozpoczął w juniorach GC Lunel. Następnie w 1981 roku trafił do juniorów Montpellier HSC, a w 1985 roku stał się członkiem pierwszej drużyny tego klubu. W sezonie 1985/1986 zadebiutował w nim w drugiej lidze francuskiej. W sezonie 1986/1987 awansował z Montpellier do pierwszej ligi. W sezonie 1989/1990 zdobył z nim Puchar Francji. W finałowym meczu z Racingiem, wygranym 2:1, strzelił drugiego gola dla Montpellier. Zawodnikiem Montpellier był do końca sezonu 1992/1993.
Latem 1993 Ferhaoui przeszedł do AS Cannes. Swój debiut w nim zaliczył 24 lipca 1993 w wygranym 2:1 wyjazdowym meczu z AS Saint-Étienne. W zespole Cannes występował przez trzy sezony.
W 1996 roku Ferhaoui wrócił do Montpellier, w którym spędził dwa sezony. W 1998 roku przeszedł do AS Saint-Étienne, z którym w sezonie 1998/1999 wygrał rozgrywki drugiej ligi i wywalczył awans do pierwszej. W sezonie 2000/2001 grał w trzecioligowym Red Star FC, w którym zakończył karierę.
| Sezon   | Klub             | Kraj    | Rozgrywki            | Mecze | Bramki |
| ------- | ---------------- | ------- | -------------------- | ----- | ------ |
| 1983/84 | Montpellier HSC  | Francja | Division 2           | 1     | 0      |
| 1984/85 | Montpellier HSC  | Francja | Division 2           | 3     | 0      |
| 1985/86 | Montpellier HSC  | Francja | Division 2           | 20    | 5      |
| 1986/87 | Montpellier HSC  | Francja | Division 2           | 26    | 2      |
| 1987/88 | Montpellier HSC  | Francja | Division 1           | 30    | 5      |
| 1988/89 | Montpellier HSC  | Francja | Division 1           | 35    | 4      |
| 1989/90 | Montpellier HSC  | Francja | Division 1           | 35    | 5      |
| 1990/91 | Montpellier HSC  | Francja | Division 1           | 16    | 1      |
| 1991/92 | Montpellier HSC  | Francja | Division 1           | 30    | 2      |
| 1992/93 | Montpellier HSC  | Francja | Division 1           | 32    | 3      |
| 1993/94 | AS Cannes        | Francja | Division 1           | 36    | 5      |
| 1994/95 | AS Cannes        | Francja | Division 1           | 30    | 0      |
| 1995/96 | AS Cannes        | Francja | Division 1           | 28    | 2      |
| 1996/97 | Montpellier HSC  | Francja | Division 1           | 33    | 2      |
| 1997/98 | Montpellier HSC  | Francja | Division 1           | 18    | 1      |
| 1998/99 | AS Saint-Étienne | Francja | Division 2           | 37    | 5      |
| 1999/00 | AS Saint-Étienne | Francja | Division 2           | 20    | 0      |
| 2000/01 | Red Star FC      | Francja | Championnat National | 16    | 0      |

## Kariera reprezentacyjna
W reprezentacji Algierii Ferhaoui zadebiutował 16 marca 1988 w przegranym 0:1 grupowym meczu Pucharu Narodów Afryki 1988 z Marokiem, rozegranym w Casablance. Wystąpił na nim jeszcze w trzech meczach: grupowych z Zairem (1:0), w którym strzelił gola, półfinałowym z Nigerią (1:1, k. 8:9) i o 3. miejsce z Marokiem (1:1, k. 4:3). Z Algierią zajął 3. miejsce w tym turnieju. Od 1988 do 1994 wystąpił w kadrze narodowej 11 razy i strzelił 1 gola.